# 国际事务硕士
国际事务硕士（Master of International Affairs, MIA），有时也被称为全球事务硕士（Master in Global Affairs, MGA）或国际关系硕士（Master in International Relations, MIR），是一个专业硕士学位。

## 课程
学位授予机构之间可能有所不同，但开设的课程通常包括：
- 国际关系
- 政府学
- 外交学
- 社会学
- 政治哲学
- 国防政策
- 国际法
- 国际关系
- 国际政治经济学
- 国际史
- 国际金融
- 经济学和经济政策
- 外语

## 国际组织
该专业的国际组织为国际事务专业学院协会，成员来自美国、加拿大、欧洲和亚洲的高校。